# Avellino Calcio.12 2009-2010
Questa voce raccoglie le informazioni riguardanti l'Avellino Calcio.12 S.S.D. nelle competizioni ufficiali della stagione 2009-2010.

## Rifondazione
Nell'estate 2009, a seguito della retrocessione dalla Serie B, l'Avellino, pur riuscendo temporaneamente ad evitare il fallimento (poi comunque intervenuto nell'ottobre 2010), mancò l'iscrizione al campionato di Lega Pro Prima Divisione a causa del parere negativo della CO.VI.SO.C.; successivi tentativi di iscrizione a serie dilettantistiche risultarono anch'essi vani.
Di fronte alla concreta prospettiva della sparizione del gioco del calcio ad alti livelli nella città irpina, il Comune di Avellino, in ottemperanza all'art. 52 comma 10 delle Norme Organizzative Interne Federali, sollecitò la costituzione di cordate imprenditoriali finalizzate alla creazione di una nuova società, indipendente dalla precedente, la quale ripartisse dalle serie inferiori. Fra le quattro proposte presentate, venne scelto il sodalizio avente a capo il biologo Walter Taccone; il 10 agosto 2009 si ebbe così la fondazione dell'Avellino Calcio.12 S.S.D..

## Stagione
La squadra ha esordito nelle competizioni agonistiche prendendo parte alla Serie D, precisamente nel Girone I, sotto la guida tecnica di Francesco D'Arrigo. Dopo un avvio con sole tre vittorie nelle prime 12 giornate, la squadra venne affidata a Salvatore Marra, col quale il rendimento migliorò: la squadra ottenne 9 vittorie consecutive nel girone di ritorno.
Conclusa la stagione regolare al 5º posto a pari merito con la Rossanese, la formazione irpina ha strappato a quella calabrese la qualificazione ai Play-off, prevalendo (1-0) nello spareggio, ed ha proseguito il suo cammino sconfiggendo in semifinale il Trapani per 2-1 (d.t.s.) in trasferta; giunta in finale, la squadra si è però dovuta arrendere in casa della Vigor Lamezia, impostasi (1-0). Il 4 agosto 2010, a due settimane dall'inizio della nuova stagione, dopo aver presentato domanda di riammisione, arriva la lieta notizia del ripescaggio in Lega Pro Seconda Divisione.

## Organigramma societario
Area direttiva
- Presidente: Renato Rodomonti
- Vice Presidente: Massimiliano Taccone
- Presidente onorario: Walter Taccone
- Amministratore unico: Emiliano Contino

Area organizzativa
- Direttore generale: Nicola Dionisio
- Segretario generale: Pasquale Paladino
- Team manager: Alberto Iacovacci

Area comunicazione
- Addetto stampa: Beniamino Pescatore

Area tecnica
- Allenatore: Francesco D'Arrigo, poi Salvatore Marra
- Allenatore in seconda: Paolo Pagliuca, poi Mimmo Villano
- Preparatore atletico: Enzo Vecchione, poi Vincenzo Cestaro
- Preparatore dei portieri: Pasquale Visconti, poi Aldo Siano
- Responsabili settore giovanile: Luigi Molino, poi Tommaso Aloisi, poi Paolo Pagliuca
- Allenatore Allievi: Domenico Santopaolo
- Osservatore: Mimmo Villano

Area sanitaria
- Medico sociale: dott. Eddy Amodeo
- Massaggiatore: Antonio Bellofiore

## Rosa
| N. |                   | Ruolo | Calciatore         |
| -- | ----------------- | ----- | ------------------ |
|    | Italia (bandiera) | P     | Matteo Apuzzo      |
|    | Italia (bandiera) | P     | Stefano De Martino |
|    | Italia (bandiera) | P     | Andrea Giordani    |
|    | Italia (bandiera) | D     | Patrizio Caso      |
|    | Italia (bandiera) | D     | Stefano De Angelis |
|    | Italia (bandiera) | D     | Moreno Esposito    |
|    | Italia (bandiera) | D     | Gaetano Lonardo    |
|    | Italia (bandiera) | D     | Salvatore Mancuso  |
|    | Italia (bandiera) | D     | Antonio Meola      |
|    | Italia (bandiera) | D     | Alfredo Moscarino  |
|    | Italia (bandiera) | D     | Matteo Patti       |
|    | Italia (bandiera) | D     | Simone Paolo Puleo |
|    | Italia (bandiera) | D     | Carmine Sarno      |
|    | Italia (bandiera) | D     | Giuseppe Serao     |
|    | Italia (bandiera) | C     | Angelo D'Angelo    |
|    | Italia (bandiera) | C     | Antonio De Rosa    |
|    | Italia (bandiera) | C     | Antonio D'Isanto   |

| N. |                   | Ruolo | Calciatore          |
| -- | ----------------- | ----- | ------------------- |
|    | Italia (bandiera) | C     | Claudio Esposito    |
|    | Italia (bandiera) | C     | Emmanuele Esposito  |
|    | Italia (bandiera) | C     | Fabio Fanelli       |
|    | Italia (bandiera) | C     | Vincenzo Licciardi  |
|    | Italia (bandiera) | C     | Dario Mariti        |
|    | Italia (bandiera) | C     | Ferdinando Rega     |
|    | Italia (bandiera) | C     | Renato Ricci        |
|    | Italia (bandiera) | C     | Ivan Tisci          |
|    | Italia (bandiera) | C     | Filippo Viscido     |
|    | Italia (bandiera) | C     | Luca Volpicelli     |
|    | Italia (bandiera) | A     | Cristian Biancone   |
|    | Italia (bandiera) | A     | Luca De Simone      |
|    | Italia (bandiera) | A     | Paolo Liotto        |
|    | Italia (bandiera) | A     | Rosario Majella     |
|    | Italia (bandiera) | A     | Aniello Nappi       |
|    | Italia (bandiera) | A     | Gaetano Romano      |
|    | Italia (bandiera) | A     | Alessandro Tarquini |